# Святополк II (Великоморавия)
Святополк II (на съвременен чешки, на съвременен словашки: Svätopluk II; на латински: Zentobolchus) с неизвестна рождена дата, вероятно починал през 906 г. е княз на Нитранско княжество от 894 до 906 година.
Той е по-млад син на Святополк. Неговият по-голям брат Моймир II като княз на Великоморавия подписва мирен договор през 894 година с Арнулф Каринтски, крал на Източнофранкското кралство. Святополк II се разбунтува срещу брат си и през зимата на 898/899 година баварски войски нахлуват във Великоморавия. Святополк успешно отблъсква инвазията, но по-късно е победен и пленен от брат си Моймир. Високопоставеният пленник по-късно е отнет от баварците, но все пак през 901 година се връща в Нитранското княжество.
Святополк II умира през 906 година, вероятно по време на сраженията с маджарите.
Забележка: Превод от английски език.